# Hochgolling
L'Hochgolling (2.862 m s.l.m.) è la montagna più alta delle Alpi dei Tauri orientali.
Si trova in Austria sul confine tra il Salisburghese e la Stiria.
La montagna fu salita per la prima volta l'8 agosto 1791 da parte di un alpinista sconosciuto di Tamsweg.